# Septum intermusculaire latéral fémoral
Le septum intermusculaire latéral fémoral (ou cloison intermusculaire externe de la cuisse) est une cloison aponévrotique du membre inférieur située dans la cuisse. Elle sépare les loges fémorales antérieure et postérieure.

## Description
Le septum intermusculaire latéral fémoral nait de la face profonde de la partie latérale du fascia lata pour aller s'insérer de haut en bas sur la lèvre latérale de la ligne âpre, sur le bord latéral de la ligne âpre et sur la crête latérale de sa bifurcation inférieure.
Il se place entre le muscle vaste latéral à l'avant et le muscle biceps fémoral à l'arrière.